# Козак, Евгений Теодорович
Евгений Теодорович Козак  (22 апреля 1907, Львов — 27 декабря 1988, Львов) — советский композитор, дирижер, педагог.

## Биографические данные
В 1938 окончил консерваторию Польского музыкального общества во Львове (класс пения). Среди его преподавателей был Григорий Турковский.
В 1928—1939 — руководитель и один из исполнителей мужского квартета. С 1939 — дирижер хора и музыкальный редактор Львовского радио.
С 1945 — преподаватель Львовского музыкального училища, с 1956 — преподаватель педагогического института. С 1959 — преподаватель Львовской консерватории, 1961—1971 — ее проректор.
Был членом КПСС (с 1965).

## Творчество
Евгений Казак был близок по духу к творчеству Анатолия Кос-Анатольского, также был сосредоточен на демократической сфере интонаций, но больше тяготел к буковинскому и бойковскому региональному фольклору. Успех и признание принесли ему песни «Пеночка» на слова Григория Коваля, «Верховино, ты мой край» на народный текст, многочисленные обработки буковинских и галицких народных песен.
Также написал несколько песен в стиле соцреализма (хоровые произведения «Слава Великому Октябрю» на стихи Андрея Пашка, «Песня о партии»).

## Произведения
- Театрализованный концерт «Буковинская свадьба» (1956).
- Хоры:
  - «Под небом Украины»,
  - «Цветы, Украина!»,
  - «Пеночка»,
  - «Ветер с полонины»,
  - «Буковинская полька» (1957) — на слова Ивана Кутен,
  - «Утоптала тропинку» (1970) на слова Тараса Шевченко,
  - «Тарасу Шевченко» (1970).
- Вокальные ансамбли.
- Обработки украинских народных песен.
- Обработки песен на слова Тараса Шевченко для смешанного, женского и мужского хора:
  - «Думы мои, думы мои» (1961),
  - «Если бы мне ботинки» (1961),
  - «Ревет и стонет Днепр широкий» (1964),
  - «По дубраве ветер воет» (1964),
  - «Ой одна я, одна» (1964),
  - «Ой три пути широких» (1964),
  - «Садок вишневый коло хаты» (1964).
- Музыка к драматическим спектаклям.

## Звания и награды
- 1957 — заслуженный деятель искусств УССР.
- орден «Знак Почёта» (24.11.1960)
- медали

## Электронные источники
- Любов Кияновська. Архивная копия от 15 сентября 2016 на Wayback Machine Стильова еволюція галицької музичної культури ХІХ—ХХ ст. Архивная копия от 15 сентября 2016 на Wayback Machine
- Діячі науки і культури Лемківщини